# Teletusa limpida
Teletusa limpida är en insektsart som först beskrevs av Victor Antoine Signoret 1855.  Teletusa limpida ingår i släktet Teletusa och familjen dvärgstritar. Inga underarter finns listade i Catalogue of Life.